# Brachystegia glaucescens
Brachystegia glaucescens es una especie de árbol de tamaño medio que pertenece a la familia de las fabáceas. Es originaria del África tropical.

## Descripción
Es un árbol de tamaño medio con la corteza lisa gris, y hojas verde azuladas con pequeñas flores blancas cremosas que producen grandes cantidades de polen y néctar. Casi siempre tiene forma de paraguas hacia arriba formando un plano superior parcialmente desarrollado, por lo que es fácil de reconocer en un bosque mixto. En esto se diferencia de la mayoría de los otras especies de Brachystegia que tienen formas variables. Las hojas son plumosas en apariencia, con alrededor de 10 a 12 folíolos dispuestos a lo largo de cada tallo de la hoja.

## Distribución
Se encuentra en todo el sur tropical de África y la parte menos húmeda del este de África ecuatorial. Alcanza su punto más al sur alrededor de 21 ° S en Zimbabue. Es un árbol de las regiones del interior que prospera a altitudes de alrededor de 900 - 1750 metros. En las partes septentrionales más calientes de su área de distribución se encuentra en los tipos de bosques secos, pero más al sur que se encuentra tanto en bosque húmedo y bosque abierto seco. Prefiere condiciones bien drenadas y tolera incluso suelo rocoso, por lo que generalmente se limita a las laderas y cimas de las colinas, en lugar de las mejores posiciones en los fondos de los valles. En estas posiciones, el árbol es muy fácilmente reconocible por su follaje, y por la forma distintiva y escamosa pero suave de su corteza de color gris.

## Ecología
Brachystegia glaucescens es nada común, pero está ampliamente distribuida en su área de distribución y crece a su tamaño máximo en el que muchos otros árboles encuentran el suelo muy poco profundo o pobre, alcanza unos 14 - 16 metros de altura, dependiendo de la competencia. Al igual que otras especies de Brachystegia necesita un periodo seco y fresco de descanso cuando pierde sus hojas seguido de una ola de calor seco que revive el árbol. En este momento (por lo general de agosto a septiembre) las hojas nuevas se producen. Se trata de unas hojas de color verde pálido a rojo intenso que se desvanecen a lo largo de una semana. Por tanto, es una vista hermosa en primavera. Las semillas están encerradas en una cápsula leñosa púrpura. Las semillas se dispersan, como en otras especies de Brachystegia, cuando la vaina seca se divide por el aumento de la tensión en el otoño (alrededor de abril a mayo o más tarde), lanzando las semillas de la misma.

## Taxonomía
Entandrophragma glaucescens fue descrita por Burtt Davy & Hutch. y publicado en Bulletin of Miscellaneous Information Kew 1923(4): 152. 1923.
Sinonimia
- Brachystegia tamarindoides subsp. microphylla (Welw. ex Benth.) Chikuni
- Brachystegia microphylla Harms (1900) basónimo
- Brachystegia fischeri Taub. (1895)
- Brachystegia pectinata Sim (1909)
- Brachystegia robynsii De Wild. (1929)
- Brachystegia reticulata Hutch. & Burtt Davy (1923)[3]